# Gamalero
Gamalero är en ort och kommun i provinsen Alessandria i regionen Piemonte i Italien. Kommunen hade 826 invånare (2018).